# Championnat de Russie de football de deuxième division 2017-2018
Navigation
Édition précédente Édition suivante
La saison 2017-2018 de FNL est la vingt-sixième édition de la deuxième division russe. C'est la septième édition à suivre un calendrier « automne-printemps » à cheval sur deux années civiles. Elle prend place du 8 juillet 2017 au 12 mai 2018, incluant une trêve hivernale entre le 25 novembre 2017 et le 4 mars 2018.
Vingt clubs du pays sont regroupés au sein d'une poule unique où ils s'affrontent à deux reprises, à domicile et à l'extérieur, pour un total de 380 matchs.
En fin de saison, les cinq derniers du classement sont relégués en troisième division tandis que les deux premiers sont directement promus en première division, alors que le troisième et le quatrième doivent disputer un barrage de promotion face au treizième et quatorzième du premier échelon.
La compétition est remportée par le FK Orenbourg, qui remporte son deuxième titre de champion de deuxième division après 2016. Il est suivi du Krylia Sovetov Samara. Tous deux ont été relégués de première division la saison précédente et font directement leur retour dans l'élite à l'issue de la saison. Ils sont accompagnés du Ienisseï Krasnoïarsk, troisième du championnat, qui remporte son barrage de promotion face à l'Anji Makhatchkala et accède à la première division pour la première fois de son histoire.
À l'autre bout du classement, aucune des cinq équipes ayant finies dans les places de relégables ne sont finalement reléguées à l'issue de la saison du fait de la non-promotion des vainqueurs des groupes Est et Centre de la troisième division ainsi que des retraits successifs du Volgar Astrakhan, du Kouban Krasnodar et du FK Tosno qui ne peuvent assurer leurs places en deuxième division pour la saison 2018-2019, amenant au repêchage de l'intégralité des équipes reléguées.
Le joueur du Dinamo Saint-Pétersbourg Artiom Koulichev termine meilleur buteur de la compétition avec dix-sept buts inscrits tandis qu'Eldar Nizamoutdinov du Chinnik Iaroslavl est le meilleur passeur du tournoi avec dix passes décisives délivrées.

## Participants
Un total de vingt équipes participent au championnat, treize d'entre elles étant déjà présentes la saison précédente, auxquelles s'ajoutent trois relégués de première division, que sont le FK Orenbourg, le Krylia Sovetov Samara et Tom Tomsk, et quatre promus de troisième division, que sont l'Avangard Koursk, le Dinamo Saint-Pétersbourg, l'Olimpiets Nijni Novgorod et le Rotor Volgograd, qui remplacent les promus et relégués de l'édition précédente.
Parmi ces clubs, le Baltika Kaliningrad est celui présent depuis le plus longtemps avec une participation ininterrompue en deuxième division depuis 2006, suivi du Chinnik Iaroslavl présent depuis 2009, et du Ienisseï Krasnoïarsk et du Sibir Novossibirsk qui n'ont pas quitté cet échelon depuis 2011.
La pré-saison est marquée par le repêchage du Luch-Energia Vladivostok, seizième et relégable en fin de saison dernière, qui profite de la non-promotion du FK Tchita, vainqueur du groupe Est de la troisième division.
Légende des couleurs
- Relégué de première division
- Promu de troisième division

| Club                       | D2 depuis | Classement 2016-2017    | Entraîneur                   | Stade                   | Capacité théorique |
| -------------------------- | --------- | ----------------------- | ---------------------------- | ----------------------- | ------------------ |
| FK Orenbourg               | 2017      | 13 (D1)                 | Vladimir Fedotov             | Stade Gazovik           | 7 500              |
| Krylia Sovetov Samara      | 2017      | 15 (D1)                 | Andreï Tikhonov              | Stade Metallourg        | 33 004             |
| Tom Tomsk                  | 2017      | 16 (D1)                 | Vassili Baskakov (intérim)   | Stade Troud             | 10 028             |
| Ienisseï Krasnoïarsk       | 2011      | 3                       | Dmitri Alenitchev            | Stade central           | 22 500             |
| FK Tambov                  | 2016      | 5                       | Andreï Talalaïev             | Stade Spartak           | 5 000              |
| Spartak-2 Moscou           | 2015      | 6                       | Dmitri Gounko                | Stade Fiodor Tcherenkov | 2 700              |
| Kouban Krasnodar           | 2016      | 7                       | Ievgueni Kalechine           | Stade Kouban            | 31 654             |
| Chinnik Iaroslavl          | 2009      | 8                       | Aleksandr Pobegalov          | Stade Chinnik           | 22 900             |
| FK Tioumen                 | 2014      | 9                       | Vladimir Maminov             | Stade Geolog            | 13 057             |
| Fakel Voronej              | 2015      | 10                      | Pavel Goussev                | Stade central           | 32 750             |
| FK Khimki                  | 2016      | 11                      | Iouri Krasnojan              | Stade Novye Khimki      | 3 066              |
| Volgar Astrakhan           | 2014      | 12                      | Andranik Babaïan             | Stade central           | 17 712             |
| Zénith-2 Saint-Pétersbourg | 2015      | 13                      | Konstantine Zyrianov         | MSA Petrovski           | 2 809              |
| Baltika Kaliningrad        | 2006      | 14                      | Igor Tcherevtchenko          | Baltika Arena           | 35 212             |
| Sibir Novossibirsk         | 2011      | 15                      | Sergueï Kirssanov            | Stade Spartak           | 12 500             |
| Luch-Energia Vladivostok   | 2013      | 16                      | Aleksandr Alfiorov (intérim) | Stade Dinamo            | 10 200             |
| Avangard Koursk            | 2017      | 1 (D3, Centre)          | Khasanbi Bidjiev             | Stade Trudovyé rezervy  | 11 329             |
| Dinamo Saint-Pétersbourg   | 2017      | 1 (D3, Ouest)           | Aleksandr Totchiline         | MSA Petrovski           | 2 809              |
| Olimpiets Nijni Novgorod   | 2017      | 1 (D3, Oural-Privoljié) | Nikolaï Pissarev             | Stade de Nijni Novgorod | 44 899             |
| Rotor Volgograd            | 2017      | 1 (D3, Sud)             | Sergueï Pavlov               | Volgograd Arena         | 45 568             |

### Changements d'entraîneur
| Club                       | Entraîneur partant    | Date de départ | Entraîneur arrivant          | Date d'arrivée |
| -------------------------- | --------------------- | -------------- | ---------------------------- | -------------- |
| Krylia Sovetov Samara      | Vadim Skripchenko     | mai 2017       | Andreï Tikhonov              | juin 2017      |
| Luch-Energia Vladivostok   | Aleksandr Ouchakhine  | mai 2017       | Valdas Ivanauskas            | juin 2017      |
| FK Orenbourg               | Robert Ievdokimov     | mai 2017       | Temuri Ketsbaia              | juin 2017      |
| Zénith-2 Saint-Pétersbourg | Vladislav Radimov     | mai 2017       | Anatoli Davydov              | juin 2017      |
| Ienisseï Krasnoïarsk       | Andreï Tikhonov       | juin 2017      | Dmitri Alenitchev            | juin 2017      |
| FK Khimki                  | Aleksandr Irkhine     | juin 2017      | Oleg Stogov                  | juin 2017      |
| Kouban Krasnodar           | Nikolaï Ioujanine     | juin 2017      | Ievgueni Kalechine           | juin 2017      |
| Luch-Energia Vladivostok   | Valdas Ivanauskas     | juillet 2017   | Konstantin Iemelianov        | juillet 2017   |
| Luch-Energia Vladivostok   | Konstantin Iemelianov | août 2017      | Zsolt Hornyák                | septembre 2017 |
| FK Orenbourg               | Temuri Ketsbaia       | août 2017      | Vladimir Fedotov             | août 2017      |
| FK Tioumen                 | Aleksandr Ivtchenko   | août 2017      | Vladimir Maminov             | août 2017      |
| Avangard Koursk            | Igor Beliaïev         | septembre 2017 | Khasanbi Bidjiev             | septembre 2017 |
| FK Khimki                  | Oleg Stogov           | septembre 2017 | Aleksandr Irkhine            | septembre 2017 |
| Luch-Energia Vladivostok   | Zsolt Hornyák         | décembre 2017  | Aleksandr Grigoryan          | décembre 2017  |
| Zénith-2 Saint-Pétersbourg | Anatoli Davydov       | décembre 2017  | Konstantine Zyrianov         | décembre 2017  |
| Volgar Astrakhan           | Iouri Gazzaïev        | janvier 2018   | Andranik Babaïan             | janvier 2018   |
| FK Khimki                  | Aleksandr Irkhine     | février 2018   | Iouri Krasnojan              | février 2018   |
| Luch-Energia Vladivostok   | Aleksandr Grigoryan   | avril 2018     | Aleksandr Alfiorov (intérim) | avril 2018     |
| Tom Tomsk                  | Valeri Petrakov       | avril 2018     | Vassili Baskakov             | avril 2018     |

## Compétition

### Règlement
Le classement est établi sur le barème classique de points (victoire à 3 points, match nul à 1, défaite à 0). Pour départager les équipes à égalité de points, les critères suivants sont utilisés :
1. Nombre de matchs gagnés
2. Confrontations directes (points, matchs gagnés, différence de buts, buts marqués, buts marqués à l'extérieur)
3. Différence de buts générale
4. Buts marqués (général)
5. Buts marqués à l'extérieur (général)

À noter que les équipes réserves du Spartak Moscou et du Zénith Saint-Pétersbourg sont inéligibles à la promotion.

### Classement
| Rang | Équipe                     | Pts | J  | G  | N  | P  | Bp | Bc | Diff |
| ---- | -------------------------- | --- | -- | -- | -- | -- | -- | -- | ---- |
| 1    | FK Orenbourg R             | 84  | 38 | 26 | 6  | 6  | 59 | 26 | +33  |
| 2    | Krylia Sovetov Samara R    | 82  | 38 | 26 | 4  | 8  | 60 | 23 | +37  |
| 3    | Ienisseï Krasnoïarsk       | 81  | 38 | 25 | 6  | 7  | 68 | 32 | +36  |
| 4    | FK Tambov                  | 68  | 38 | 20 | 8  | 10 | 57 | 36 | +21  |
| 5    | Baltika Kaliningrad        | 64  | 38 | 19 | 7  | 12 | 44 | 35 | +9   |
| 6    | Dinamo Saint-Pétersbourg P | 55  | 38 | 13 | 16 | 9  | 52 | 47 | +5   |
| 7    | Sibir Novossibirsk         | 53  | 38 | 14 | 11 | 13 | 38 | 31 | +7   |
| 8    | Chinnik Iaroslavl          | 53  | 38 | 14 | 11 | 13 | 45 | 45 | 0    |
| 9    | Kouban Krasnodar           | 49  | 38 | 12 | 13 | 13 | 47 | 47 | 0    |
| 10   | Volgar Astrakhan           | 45  | 38 | 12 | 9  | 17 | 40 | 46 | -6   |
| 11   | Avangard Koursk P          | 45  | 38 | 10 | 15 | 13 | 43 | 46 | -3   |
| 12   | Olimpiets Nijni Novgorod P | 44  | 38 | 11 | 11 | 16 | 37 | 50 | -13  |
| 13   | FK Khimki                  | 43  | 38 | 12 | 7  | 19 | 33 | 49 | -16  |
| 14   | Spartak-2 Moscou           | 42  | 38 | 11 | 9  | 18 | 47 | 64 | -17  |
| 15   | Tom Tomsk R                | 41  | 38 | 10 | 11 | 17 | 36 | 56 | -20  |
| 16   | Zénith-2 Saint-Pétersbourg | 40  | 38 | 11 | 7  | 19 | 43 | 57 | -14  |
| 17   | Rotor Volgograd P          | 40  | 38 | 10 | 10 | 18 | 38 | 45 | -7   |
| 18   | Luch-Energia Vladivostok   | 40  | 38 | 9  | 13 | 16 | 40 | 52 | -12  |
| 19   | FK Tioumen                 | 39  | 38 | 9  | 12 | 17 | 41 | 54 | -13  |
| 20   | Fakel Voronej              | 35  | 38 | 9  | 8  | 21 | 27 | 52 | -25  |

Promotion en première division
- 1er et 2e : promotion
- 3e et 4e : barrage de promotion

Relégation en troisième division
- 9e et 10e : rétrogradation

Abréviations
- R : Relégué de première division
- P : Promu de troisième division

1. 1 2  Le Kouban Krasnodar se voit refuser une licence de FNL pour la saison 2018-2019, amenant à sa rétrogradation en troisième division et au repêchage du FK Tioumen[3].
2. 1 2  Le Volgar Astrakhan se voit refuser une licence de FNL pour la saison 2018-2019, amenant à sa rétrogradation en troisième division et au repêchage du Luch-Energia Vladivostok[4],[5].
3. ↑  La fédération russe annonce le 11 mai 2018 qu'aucune équipe du groupe Est de la troisième division ne fera de demande de licence de deuxième division pour la saison 2018-2019, amenant au repêchage du seizième du championnat[6].
4. ↑  Le Rotor Volgograd est repêché à l'issue de la saison à la suite de la non-promotion de l'Ararat Moscou, vainqueur du groupe Centre de la troisième division[7].
5. ↑  Le Fakel Voronej est repêché à l'issue de la saison à la suite du retrait du FK Tosno, relégué de première division, qui ne peut assurer sa place en deuxième division pour la saison 2018-2019[3].

### Résultats
| Résultats (▼dom., ►ext.)                                   | AVA | BAL | CHI | DIN | FAK | IEN | KHI | KOU | KRY | LUC | OLI | ORE | ROT | SIB | SPA | TAM | TIO | TOM | VOL | ZEN |
| Avangard Koursk                                            |     | 1-1 | 1-2 | 0-0 | 2-0 | 0-4 | 0-0 | 0-1 | 2-4 | 1-2 | 2-3 | 0-2 | 0-0 | 0-0 | 1-1 | 2-1 | 0-0 | 3-3 | 1-0 | 1-1 |
| Baltika Kaliningrad                                        | 1-0 |     | 0-0 | 3-2 | 0-1 | 0-5 | 0-0 | 5-1 | 1-0 | 2-1 | 0-0 | 0-1 | 1-0 | 0-0 | 6-0 | 3-0 | 3-1 | 2-1 | 2-1 | 0-1 |
| Chinnik Iaroslavl                                          | 1-0 | 1-0 |     | 1-2 | 0-1 | 2-2 | 2-0 | 0-0 | 2-3 | 1-1 | 1-2 | 0-0 | 3-1 | 0-1 | 1-0 | 1-0 | 2-0 | 3-3 | 1-1 | 2-1 |
| Dinamo Saint-Pétersbourg                                   | 1-2 | 3-1 | 0-0 |     | 2-0 | 2-1 | 2-1 | 2-2 | 1-3 | 3-2 | 3-1 | 0-1 | 0-3 | 1-1 | 2-2 | 1-1 | 2-0 | 2-0 | 2-2 | 3-3 |
| Fakel Voronej                                              | 0-4 | 0-1 | 2-2 | 0-0 |     | 1-3 | 0-1 | 0-2 | 0-1 | 3-1 | 4-1 | 0-1 | 2-0 | 0-1 | 0-3 | 1-2 | 1-0 | 0-1 | 2-1 | 0-1 |
| Ienisseï Krasnoïarsk                                       | 3-0 | 1-1 | 4-1 | 2-1 | 1-0 |     | 4-1 | 0-2 | 1-0 | 4-0 | 1-0 | 2-0 | 1-0 | 0-0 | 2-1 | 2-0 | 3-1 | 3-2 | 2-1 | 2-1 |
| FK Khimki                                                  | 1-1 | 1-0 | 0-3 | 0-1 | 1-3 | 2-1 |     | 2-1 | 0-2 | 2-0 | 0-2 | 0-1 | 3-0 | 0-1 | 1-0 | 1-1 | 1-0 | 3-1 | 0-1 | 1-1 |
| Kouban Krasnodar                                           | 0-3 | 0-1 | 1-0 | 0-1 | 2-2 | 1-1 | 0-1 |     | 2-1 | 0-0 | 0-0 | 4-1 | 2-1 | 1-0 | 2-3 | 0-0 | 3-1 | 3-3 | 1-1 | 1-0 |
| Krylia Sovetov Samara                                      | 1-0 | 3-0 | 3-3 | 2-0 | 2-1 | 1-0 | 2-0 | 1-0 |     | 2-0 | 1-0 | 0-0 | 1-1 | 3-0 | 5-1 | 1-0 | 2-0 | 0-1 | 1-0 | 1-0 |
| Luch-Energia Vladivostok                                   | 2-2 | 0-0 | 3-1 | 1-2 | 0-0 | 0-1 | 1-1 | 2-2 | 2-0 |     | 1-2 | 1-0 | 1-1 | 0-2 | 1-1 | 0-0 | 4-2 | 3-0 | 0-0 | 1-1 |
| Olimpiets Nijni Novgorod                                   | 2-2 | 1-2 | 0-1 | 2-2 | 2-1 | 0-2 | 1-0 | 0-3 | 0-0 | 1-0 |     | 0-1 | 1-0 | 1-1 | 1-3 | 1-1 | 1-2 | 0-0 | 2-1 | 0-1 |
| FK Orenbourg                                               | 1-1 | 0-1 | 1-0 | 4-3 | 5-0 | 1-0 | 5-2 | 1-0 | 3-2 | 2-0 | 3-0 |     | 2-2 | 1-0 | 2-1 | 2-1 | 3-0 | 3-0 | 3-0 | 1-0 |
| Rotor Volgograd                                            | 1-1 | 0-1 | 1-1 | 0-0 | 0-0 | 1-0 | 3-1 | 2-1 | 0-2 | 4-2 | 1-2 | 0-2 |     | 1-2 | 1-0 | 1-0 | 1-2 | 2-0 | 1-2 | 4-1 |
| Sibir Novossibirsk                                         | 0-2 | 3-0 | 3-0 | 1-1 | 4-0 | 0-1 | 2-0 | 2-0 | 0-1 | 2-0 | 1-1 | 0-1 | 1-0 |     | 1-2 | 0-1 | 0-2 | 1-0 | 1-1 | 3-1 |
| Spartak-2 Moscou                                           | 0-1 | 0-2 | 1-2 | 2-2 | 0-0 | 1-2 | 0-1 | 0-0 | 0-3 | 1-3 | 2-2 | 1-0 | 2-2 | 2-1 |     | 0-3 | 3-1 | 2-1 | 2-3 | 3-1 |
| FK Tambov                                                  | 0-1 | 2-1 | 3-1 | 1-1 | 1-0 | 5-0 | 2-0 | 2-1 | 0-2 | 2-1 | 2-1 | 1-1 | 2-1 | 4-1 | 3-0 |     | 3-1 | 3-1 | 3-1 | 3-1 |
| FK Tioumen                                                 | 4-0 | 1-2 | 2-0 | 1-1 | 0-0 | 1-1 | 2-2 | 1-1 | 0-2 | 1-2 | 0-0 | 1-2 | 1-1 | 0-0 | 2-1 | 3-1 |     | 1-1 | 3-1 | 2-2 |
| Tom Tomsk                                                  | 2-1 | 1-0 | 1-3 | 1-0 | 1-0 | 1-1 | 2-1 | 1-4 | 1-0 | 0-0 | 1-2 | 0-0 | 1-0 | 1-1 | 1-2 | 0-0 | 0-0 |     | 2-1 | 1-2 |
| Volgar Astrakhan                                           | 1-1 | 0-1 | 0-1 | 0-0 | 0-0 | 1-2 | 0-2 | 3-0 | 0-1 | 2-0 | 2-1 | 2-0 | 1-0 | 0-0 | 1-3 | 1-2 | 1-0 | 2-0 |     | 3-2 |
| Zénith-2 Saint-Pétersbourg                                 | 0-4 | 2-0 | 1-0 | 0-1 | 4-1 | 0-3 | 1-0 | 3-3 | 0-2 | 1-2 | 2-1 | 1-2 | 0-1 | 2-1 | 1-1 | 0-1 | 1-2 | 2-0 | 1-2 |     |
| - Victoire à domicile - Match nul - Victoire à l'extérieur |     |     |     |     |     |     |     |     |     |     |     |     |     |     |     |     |     |     |     |     |

### Leader par journée
La frise suivante montre l'évolution des équipes ayant successivement occupé la première place :

### Lanterne rouge par journée
La frise suivante montre l'évolution des équipes ayant successivement occupé la dernière place :

### Barrages de promotion
Le troisième et le quatrième du championnat affrontent respectivement le quatorzième et le treizième de la première division à la fin de la saison dans le cadre d'un barrage aller-retour.
L'Amkar Perm parvient à se défaire du FK Tambov à la faveur de deux victoires 2-0 à domicile et 1-0 à l'extérieur et se maintient en première division. Dans le même temps, le Ienisseï Krasnoïarsk se défait de l'Anji Makhatchkala en l'emportant sur le score cumulé de 6-4, remportant dans un premier temps la victoire à domicile 3-0 avant de perdre lors du prolifique match retour à Makhatchkala sur le score de 4-3. Le Ienisseï accède donc à la première division tandis que l'Anji est relégué. 
| Équipe                    | Aller | Total | Retour | Équipe                 |
| ------------------------- | ----- | ----- | ------ | ---------------------- |
| Ienisseï Krasnoïarsk (D2) | 3 - 0 | 6 - 4 | 3 - 4  | (D1) Anji Makhatchkala |
| Amkar Perm (D1)           | 2 - 0 | 3 - 0 | 1 - 0  | (D2) FK Tambov         |

| 17 mai 2018 | Ienisseï Krasnoïarsk (D2)                  | 3 - 0 | (D1) Anji Makhatchkala | Futbol-Arena, Krasnoïarsk                      |                                                |
| 19h00 UTC+7 | Koutine (en) 25e (pen.) 58e · Sarkisov 32e |       |                        | Spectateurs : 3 000 Arbitrage : Mikhaïl Vilkov | Spectateurs : 3 000 Arbitrage : Mikhaïl Vilkov |
| 19h00 UTC+7 | Rapport                                    |       |                        | Spectateurs : 3 000 Arbitrage : Mikhaïl Vilkov | Spectateurs : 3 000 Arbitrage : Mikhaïl Vilkov |

| 20 mai 2018 | Anji Makhatchkala (D1)                              | 4 - 3 | (D2) Ienisseï Krasnoïarsk                                    | Anji Arena, Kaspiisk                            |                                                 |
| 21h00 UTC+3 | Poku 45e · Kalmykov 73e · Polouïakhtov (en) 74e 90e |       | 15e Obradović (en) · 16e Semakine (en) · 84e (pen.) Serderov | Spectateurs : 6 100 Arbitrage : Kirill Levnikov | Spectateurs : 6 100 Arbitrage : Kirill Levnikov |
| 21h00 UTC+3 | Rapport                                             |       |                                                              | Spectateurs : 6 100 Arbitrage : Kirill Levnikov | Spectateurs : 6 100 Arbitrage : Kirill Levnikov |

| 17 mai 2018 | Amkar Perm (D1)          | 2 - 0 | (D2) FK Tambov | Stade Zvezda, Perm                                  |                                                     |
| 19h30 UTC+3 | Gol 60e · Balanovich 79e |       |                | Spectateurs : 13 478 Arbitrage : Sergueï Lapochkine | Spectateurs : 13 478 Arbitrage : Sergueï Lapochkine |
| 19h30 UTC+3 | Rapport                  |       |                | Spectateurs : 13 478 Arbitrage : Sergueï Lapochkine | Spectateurs : 13 478 Arbitrage : Sergueï Lapochkine |

| 20 mai 2018 | FK Tambov (D2) | 0 - 1 | (D1) Amkar Perm      | STC Tambov, Tambov                            |                                               |
| 18h00 UTC+4 |                |       | 39e Kostioukhov (en) | Spectateurs : 1 500 Arbitrage : Roman Galimov | Spectateurs : 1 500 Arbitrage : Roman Galimov |
| 18h00 UTC+4 | Rapport        |       |                      | Spectateurs : 1 500 Arbitrage : Roman Galimov | Spectateurs : 1 500 Arbitrage : Roman Galimov |

## Statistiques

### Domicile et extérieur
| Rang | Équipe                     | Pts | J  | G  | N  | P  | Bp | Bc | Diff |
| ---- | -------------------------- | --- | -- | -- | -- | -- | -- | -- | ---- |
| 1    | FK Orenbourg               | 50  | 19 | 16 | 2  | 1  | 43 | 13 | +30  |
| 2    | Ienisseï Krasnoïarsk       | 50  | 19 | 16 | 2  | 1  | 38 | 12 | +26  |
| 3    | Krylia Sovetov Samara      | 48  | 19 | 15 | 3  | 1  | 32 | 7  | +25  |
| 4    | FK Tambov                  | 47  | 19 | 15 | 2  | 2  | 42 | 16 | +26  |
| 5    | Baltika Kaliningrad        | 37  | 19 | 11 | 4  | 4  | 29 | 15 | +14  |
| 6    | Dinamo Saint-Pétersbourg   | 31  | 19 | 8  | 7  | 4  | 32 | 26 | +6   |
| 7    | Sibir Novossibirsk         | 30  | 19 | 9  | 3  | 7  | 25 | 14 | +11  |
| 8    | Chinnik Iaroslavl          | 30  | 19 | 8  | 6  | 5  | 24 | 18 | +6   |
| 9    | Tom Tomsk                  | 30  | 19 | 8  | 6  | 5  | 18 | 18 | 0    |
| 10   | Rotor Volgograd            | 28  | 19 | 8  | 4  | 7  | 24 | 20 | +4   |
| 11   | Volgar Astrakhan           | 28  | 19 | 8  | 4  | 7  | 20 | 16 | +4   |
| 12   | Kouban Krasnodar           | 28  | 19 | 7  | 7  | 5  | 23 | 20 | +3   |
| 11   | FK Khimki                  | 27  | 19 | 8  | 3  | 8  | 19 | 20 | -1   |
| 14   | FK Tioumen                 | 25  | 19 | 5  | 10 | 4  | 26 | 20 | +6   |
| 15   | Luch-Energia Vladivostok   | 25  | 19 | 5  | 10 | 4  | 23 | 18 | +5   |
| 16   | Zénith-2 Saint-Pétersbourg | 23  | 19 | 7  | 2  | 10 | 22 | 27 | -5   |
| 17   | Olimpiets Nijni Novgorod   | 21  | 19 | 5  | 6  | 8  | 16 | 23 | -7   |
| 18   | Fakel Voronej              | 20  | 19 | 6  | 2  | 11 | 17 | 25 | -8   |
| 19   | Spartak-2 Moscou           | 20  | 19 | 5  | 5  | 9  | 22 | 30 | -8   |
| 20   | Avangard Koursk            | 18  | 19 | 3  | 9  | 7  | 17 | 25 | -8   |

| Rang | Équipe                     | Pts | J  | G  | N | P  | Bp | Bc | Diff |
| ---- | -------------------------- | --- | -- | -- | - | -- | -- | -- | ---- |
| 1    | Krylia Sovetov Samara      | 34  | 19 | 11 | 1 | 7  | 28 | 16 | +12  |
| 2    | FK Orenbourg               | 34  | 19 | 10 | 4 | 5  | 16 | 13 | +3   |
| 3    | Ienisseï Krasnoïarsk       | 31  | 19 | 9  | 4 | 6  | 30 | 20 | +10  |
| 4    | Baltika Kaliningrad        | 27  | 19 | 8  | 3 | 8  | 15 | 20 | -5   |
| 5    | Avangard Koursk            | 27  | 19 | 7  | 6 | 6  | 26 | 21 | +5   |
| 6    | Dinamo Saint-Pétersbourg   | 24  | 19 | 5  | 9 | 5  | 20 | 22 | -2   |
| 7    | Chinnik Iaroslavl          | 23  | 19 | 6  | 5 | 8  | 21 | 27 | -6   |
| 8    | Olimpiets Nijni Novgorod   | 23  | 19 | 6  | 5 | 8  | 21 | 27 | -6   |
| 9    | Sibir Novossibirsk         | 23  | 19 | 5  | 8 | 6  | 13 | 17 | -4   |
| 10   | Spartak-2 Moscou           | 22  | 19 | 6  | 4 | 9  | 25 | 34 | -9   |
| 11   | Kouban Krasnodar           | 21  | 19 | 5  | 6 | 8  | 24 | 27 | -3   |
| 12   | FK Tambov                  | 21  | 19 | 5  | 6 | 8  | 15 | 20 | -5   |
| 13   | Volgar Astrakhan           | 17  | 19 | 4  | 5 | 10 | 20 | 30 | -10  |
| 14   | Zénith-2 Saint-Pétersbourg | 17  | 19 | 4  | 5 | 10 | 21 | 32 | -11  |
| 15   | FK Khimki                  | 16  | 19 | 4  | 4 | 11 | 14 | 29 | -15  |
| 16   | Luch-Energia Vladivostok   | 15  | 19 | 4  | 3 | 12 | 17 | 34 | -17  |
| 17   | Fakel Voronej              | 15  | 19 | 3  | 6 | 10 | 10 | 27 | -17  |
| 18   | FK Tioumen                 | 14  | 19 | 4  | 2 | 13 | 15 | 34 | -19  |
| 19   | Rotor Volgograd            | 12  | 19 | 2  | 6 | 11 | 14 | 25 | -11  |
| 20   | Tom Tomsk                  | 11  | 19 | 2  | 5 | 12 | 18 | 38 | -20  |

### Évolution du classement
Le tableau suivant récapitule le classement au terme de chacune des journées définies par le calendrier officiel.
| Journées →           | 1  | 2  | 3  | 4  | 5  | 6  | 7  | 8  | 9  | 10 | 11 | 12 | 13 | 14 | 15 | 16 | 17 | 18 | 19 | 20 | 21 | 22 | 23 | 24 | 25 | 26 | 27 | 28 | 29 | 30 | 31 | 32 | 33 | 34 | 35 | 36 | 37 | 38 | Prom. | Barr. | Rel. |
|                      |    |    |    |    |    |    |    |    |    |    |    |    |    |    |    |    |    |    |    |    |    |    |    |    |    |    |    |    |    |    |    |    |    |    |    |    |    |    |       |       |      |
| -------------------- | -- | -- | -- | -- | -- | -- | -- | -- | -- | -- | -- | -- | -- | -- | -- | -- | -- | -- | -- | -- | -- | -- | -- | -- | -- | -- | -- | -- | -- | -- | -- | -- | -- | -- | -- | -- | -- | -- | ----- | ----- | ---- |
| Avangard Koursk      | 10 | 6  | 10 | 11 | 14 | 15 | 16 | 17 | 16 | 15 | 17 | 13 | 11 | 11 | 12 | 14 | 12 | 14 | 14 | 13 | 13 | 13 | 11 | 14 | 14 | 14 | 14 | 11 | 13 | 11 | 11 | 11 | 10 | 10 | 10 | 10 | 11 | 11 |       |       | 4    |
| Baltika Kaliningrad  | 6  | 7  | 6  | 2  | 2  | 1  | 4  | 7  | 7  | 6  | 6  | 5  | 5  | 7  | 5  | 6  | 5  | 6  | 4  | 4  | 7  | 7  | 6  | 6  | 6  | 7  | 5  | 5  | 5  | 4  | 4  | 4  | 5  | 5  | 5  | 5  | 5  | 5  | 3     | 6     |      |
| Chinnik Iaroslavl    | 8  | 5  | 4  | 7  | 7  | 6  | 8  | 6  | 5  | 4  | 3  | 4  | 6  | 9  | 9  | 7  | 7  | 4  | 6  | 7  | 6  | 6  | 8  | 8  | 9  | 8  | 8  | 8  | 8  | 8  | 8  | 8  | 8  | 8  | 7  | 7  | 8  | 8  |       | 5     |      |
| Dinamo S-P           | 4  | 2  | 2  | 5  | 4  | 4  | 2  | 4  | 3  | 3  | 4  | 3  | 3  | 3  | 3  | 3  | 4  | 5  | 7  | 6  | 5  | 5  | 5  | 5  | 5  | 6  | 7  | 6  | 6  | 7  | 7  | 7  | 7  | 7  | 8  | 8  | 6  | 6  | 3     | 13    |      |
| Fakel Voronej        | 12 | 13 | 15 | 12 | 15 | 16 | 18 | 20 | 15 | 18 | 18 | 19 | 16 | 16 | 17 | 20 | 16 | 19 | 20 | 17 | 18 | 18 | 19 | 19 | 19 | 20 | 20 | 20 | 20 | 20 | 20 | 20 | 20 | 20 | 20 | 20 | 20 | 20 |       |       | 31   |
| Ienisseï Krasnoïarsk | 17 | 10 | 7  | 4  | 6  | 5  | 3  | 2  | 2  | 2  | 1  | 1  | 1  | 1  | 1  | 1  | 1  | 1  | 1  | 1  | 1  | 1  | 1  | 1  | 1  | 1  | 1  | 1  | 1  | 1  | 1  | 1  | 1  | 1  | 3  | 3  | 3  | 3  | 27    | 6     | 1    |
| FK Khimki            | 2  | 1  | 1  | 3  | 5  | 10 | 10 | 12 | 13 | 13 | 12 | 14 | 15 | 15 | 13 | 11 | 13 | 13 | 12 | 11 | 11 | 11 | 13 | 12 | 13 | 10 | 10 | 12 | 10 | 12 | 12 | 13 | 11 | 12 | 11 | 11 | 12 | 13 | 3     | 1     |      |
| Kouban Krasnodar     | 1  | 9  | 12 | 10 | 9  | 11 | 13 | 11 | 12 | 12 | 14 | 12 | 13 | 13 | 15 | 12 | 14 | 11 | 11 | 12 | 12 | 12 | 14 | 13 | 10 | 12 | 11 | 10 | 12 | 10 | 9  | 9  | 9  | 9  | 9  | 9  | 9  | 9  | 1     |       |      |
| Krylia Sovetov       | 3  | 4  | 5  | 8  | 3  | 2  | 1  | 1  | 1  | 1  | 2  | 2  | 2  | 2  | 2  | 2  | 2  | 2  | 2  | 2  | 2  | 3  | 3  | 3  | 3  | 3  | 3  | 3  | 3  | 3  | 3  | 3  | 3  | 3  | 2  | 2  | 2  | 2  | 19    | 16    |      |
| L-E Vladivostok      | 18 | 11 | 13 | 16 | 19 | 19 | 15 | 16 | 18 | 17 | 15 | 16 | 17 | 17 | 18 | 18 | 18 | 16 | 17 | 18 | 19 | 19 | 17 | 17 | 15 | 15 | 15 | 15 | 15 | 16 | 16 | 14 | 14 | 16 | 16 | 18 | 19 | 18 |       |       | 27   |
| Olimpiets NN         | 9  | 14 | 9  | 6  | 8  | 12 | 14 | 14 | 14 | 14 | 16 | 18 | 19 | 20 | 20 | 19 | 15 | 18 | 15 | 15 | 16 | 14 | 12 | 11 | 12 | 13 | 13 | 14 | 14 | 14 | 14 | 15 | 15 | 17 | 14 | 14 | 13 | 12 |       |       | 9    |
| FK Orenbourg         | 7  | 12 | 14 | 17 | 12 | 7  | 11 | 13 | 10 | 9  | 7  | 10 | 7  | 10 | 6  | 4  | 3  | 3  | 3  | 3  | 3  | 2  | 2  | 2  | 2  | 2  | 2  | 2  | 2  | 2  | 2  | 2  | 2  | 2  | 1  | 1  | 1  | 1  | 17    | 6     | 1    |
| Rotor Volgograd      | 20 | 19 | 19 | 15 | 18 | 18 | 17 | 19 | 19 | 20 | 20 | 17 | 20 | 19 | 19 | 17 | 20 | 20 | 18 | 20 | 20 | 20 | 20 | 20 | 20 | 19 | 18 | 18 | 17 | 15 | 15 | 16 | 16 | 14 | 15 | 16 | 18 | 17 |       |       | 33   |
| Sibir Novossibirsk   | 16 | 15 | 17 | 19 | 16 | 14 | 9  | 9  | 9  | 10 | 10 | 9  | 9  | 6  | 8  | 9  | 9  | 9  | 10 | 10 | 10 | 9  | 7  | 7  | 7  | 5  | 6  | 7  | 7  | 6  | 6  | 6  | 6  | 6  | 6  | 6  | 7  | 7  |       |       | 4    |
| Spartak-2 Moscou     | 5  | 3  | 8  | 9  | 10 | 13 | 12 | 8  | 8  | 8  | 9  | 8  | 10 | 8  | 10 | 8  | 8  | 8  | 8  | 9  | 9  | 10 | 10 | 10 | 11 | 11 | 12 | 13 | 11 | 13 | 13 | 12 | 13 | 13 | 13 | 13 | 15 | 14 |       | 1     |      |
| FK Tambov            | 15 | 16 | 11 | 14 | 11 | 8  | 6  | 5  | 4  | 5  | 5  | 6  | 4  | 4  | 4  | 5  | 6  | 7  | 5  | 5  | 4  | 4  | 4  | 4  | 4  | 4  | 4  | 4  | 4  | 5  | 5  | 5  | 4  | 4  | 4  | 4  | 4  | 4  |       | 19    | 1    |
| FK Tioumen           | 13 | 18 | 18 | 20 | 20 | 20 | 20 | 18 | 20 | 19 | 19 | 20 | 18 | 18 | 16 | 16 | 19 | 17 | 19 | 19 | 14 | 16 | 15 | 15 | 16 | 16 | 17 | 17 | 19 | 17 | 18 | 17 | 18 | 15 | 17 | 19 | 16 | 19 |       |       | 32   |
| Tom Tomsk            | 19 | 20 | 20 | 18 | 13 | 9  | 7  | 10 | 11 | 11 | 11 | 11 | 12 | 12 | 14 | 15 | 17 | 15 | 16 | 16 | 17 | 15 | 16 | 16 | 17 | 18 | 16 | 16 | 16 | 18 | 17 | 18 | 17 | 18 | 19 | 17 | 14 | 15 |       |       | 22   |
| Volgar Astrakhan     | 11 | 8  | 3  | 1  | 1  | 3  | 5  | 3  | 6  | 7  | 8  | 7  | 8  | 5  | 7  | 10 | 10 | 10 | 9  | 8  | 8  | 8  | 9  | 9  | 8  | 9  | 9  | 9  | 9  | 9  | 10 | 10 | 12 | 11 | 12 | 12 | 10 | 10 | 2     | 3     |      |
| Zénith-2 S-P         | 14 | 17 | 16 | 13 | 17 | 17 | 19 | 15 | 17 | 16 | 13 | 15 | 14 | 14 | 11 | 13 | 11 | 12 | 13 | 14 | 15 | 17 | 18 | 18 | 18 | 17 | 19 | 19 | 18 | 19 | 19 | 19 | 19 | 19 | 18 | 15 | 17 | 16 |       |       | 22   |

## Distinctions individuelles
| Rang | Joueur             | Club                              | Buts | Pen. | Min./but |
| ---- | ------------------ | --------------------------------- | ---- | ---- | -------- |
| 1    | Artiom Koulichev   | Dinamo Saint-Pétersbourg          | 17   | 6    | 181,5    |
| 2    | Andreï Kozlov      | Ienisseï Krasnoïarsk FK Orenbourg | 15   | 1    | 159,1    |
| 2    | Sergueï Kornilenko | Krylia Sovetov Samara             | 15   | 1    | 168,3    |
| 4    | Andreï Panioukov   | Zénith-2 Saint-Pétersbourg        | 15   | 4    | 144,8    |
| 5    | Aleksandr Sobolev  | Tom Tomsk Krylia Sovetov Samara   | 14   | 1    | 193,2    |
| 6    | Maksim Jitnev      | Sibir Novossibirsk                | 12   | 3    | 195,1    |
| 7    | Alekseï Soutormine | Volgar Astrakhan FK Orenbourg     | 12   | 4    | 212,8    |
| 8    | Fashion Sakala     | Spartak-2 Moscou                  | 10   | 0    | 253,3    |
| 8    | Andreï Chasovskikh | FK Tambov                         | 10   | 0    | 253,4    |
| 10   | Dmitri Skopintsev  | Baltika Kaliningrad               | 10   | 1    | 205,8    |
| 10   | Senin Sebai        | Baltika Kaliningrad               | 10   | 1    | 244,7    |

| Rang | Joueur                    | Club                     | Passes |
| ---- | ------------------------- | ------------------------ | ------ |
| 1    | Eldar Nizamoutdinov       | Chinnik Iaroslavl        | 10     |
| 2    | Vladislav Panteleïev (en) | Spartak-2 Moscou         | 8      |
| 3    | Mikhaïl Komkov (en)       | Ienisseï Krasnoïarsk     | 7      |
| 3    | Denis Tkachuk (en)        | Krylia Sovetov Samara    | 7      |
| 3    | Aleksandr Degtiariov      | Sibir Novossibirsk       | 7      |
| 3    | Serhiy Shevchuk (en)      | FK Tambov                | 7      |
| 3    | Senin Sebai               | Baltika Kaliningrad      | 7      |
| 3    | Artiom Koulichev          | Dinamo Saint-Pétersbourg | 7      |

### Récompenses mensuelles
Le tableau suivant récapitule les différents vainqueurs des titres honorifiques d'entraîneur et de joueur du mois.
| Mois      | Joueur du mois     | Joueur du mois        | Entraîneur du mois               | Entraîneur du mois                 |
| Mois      | Joueur             | Club                  | Entraîneur                       | Club                               |
| --------- | ------------------ | --------------------- | -------------------------------- | ---------------------------------- |
| Juillet   | Dmitri Skopintsev  | Baltika Kaliningrad   | Igor Tcherevtchenko              | Baltika Kaliningrad                |
| Août      | Andreï Kozlov      | Ienisseï Krasnoïarsk  | Andreï Tikhonov                  | Krylia Sovetov Samara              |
| Septembre | Sergueï Kornilenko | Krylia Sovetov Samara | Dmitri Alenitchev                | Ienisseï Krasnoïarsk               |
| Octobre   | Dmitri Andreïev    | FK Orenbourg          | Vladimir Fedotov                 | FK Orenbourg                       |
| Novembre  | Denis Popović      | FK Orenbourg          | Vladimir Fedotov                 | FK Orenbourg                       |
| Mars      | Aleksandr Sobolev  | Krylia Sovetov Samara | Sergueï Pavlov                   | Rotor Volgograd                    |
| Avril     | Aleksandr Sobolev  | Krylia Sovetov Samara | Vladimir Fedotov Andreï Tikhonov | FK Orenbourg Krylia Sovetov Samara |